# Tsubasa Reservoir Chronicle
Tsubasa –Reservoir Chronicle– (jap. ツバサ–RESERVoir CHRoNiCLE– Tsubasa –Rezaboa Kuronikuru–) – shōnen-manga napisana oraz ilustrowana przez japońską kobiecą grupę mangaczek Clamp. Głównymi bohaterami mangi są Sakura, księżniczka Królestwa Clow, która traci wszystkie swoje wspomnienia, oraz Syaoran, młody archeolog i przyjaciel z dzieciństwa księżniczki, który dostaje misję uratowania jej życia. Yūko Ichihara, Wiedźma Wymiarów, wysyła się tę dwójkę w towarzystwie dwóch innych jej gości – Kurogane i Faya w podróż przez wymiary, by odnaleźć zagubione wspomnienia księżniczki, które przyjęły formę piór.
Seria została stworzona z chęci połączenia w jakiś sposób wszystkich poprzednich prac stworzonych przez grupę Clamp, toteż wielu bohaterów występujących w mandze jest bazowanych na istniejących wcześniej bohaterach (np. dwoje głównych bohaterów jest bazowanych na bohaterach mangi Cardcaptor Sakura) lub występuje w mandze na zasadzie crossoveru (postacie z mangi ×××HOLiC).
Manga była wydawana przez firmę Kōdansha w czasopiśmie Shūkan Shōnen Magazine od maja 2003 do października 2009 roku, doczekała się również animowanej adaptacji. W latach 2005–2006 studio Bee Train wyprodukowało serię pt. Tsubasa Chronicle (jap. ツバサ･クロニクル Tsubasa Kuronikuru), która łącznie składa się z 52 odcinków, podzielonych na dwie serie. Ponadto, studio Production I.G wyprodukowało film, którego akcja rozgrywa się pomiędzy tymi dwoma sezonami, zatytułowany Gekijōban Tsubasa Kuronikuru Torikago no Kuni no Himegimi (jap. 劇場版 ツバサ･クロニクル 鳥カゴの国の姫君). Dodatkowo, studio to wyprodukowało także dwie serie OVA, nazwane kolejno Tsubasa Tokyo Revelations (jap. ツバサ TOKYO REVELATIONS) oraz Tsubasa Shunraiki (jap. ツバサ春雷記). Od sierpnia 2014 roku w czasopiśmie Magazine Special był wydawany sequel mangi pt. Tsubasa –WoRLD CHRoNiCLE– niraikanai-hen (jap. ツバサ-WoRLD CHRoNiCLE-ニライカナイ編). Seria zamyka się w trzech tomach.
W Polsce serie wyprodukowane przez Bee Train oraz film studia Production I.G można było oglądać na kanale Hyper. Odcinki obu serii, film oraz OVA Tsubasa Tokyo Revelations zostały również wydane na DVD przez AV Visionen.

## Zarys fabuły
Seria przedstawia dwójkę przyjaciół z dzieciństwa – Syaorana, młodego archeologa, który pracuje wśród tajemniczych ruin znajdujących się w Królestwie Clow, oraz Sakurę, księżniczkę owego królestwa i córkę zmarłego króla o imieniu Clow Reed. Pewnego dnia coś przyzywa księżniczkę do ruin. Tam jej duch i wspomnienia przyjmują formę skrzydeł, a jej ciało zaczyna być pochłaniane przez ruiny. Syaoran ratuje księżniczkę, ale pióra rozpadają się, podróżując do innych czasów i wymiarów, zostawiając księżniczkę w katatonicznym stanie bliskim śmierci. Yukito, nadworny czarownik, wysyła Syaorana i Sakurę do Yūko Ichihary, Wiedźmy Wymiarów, która oferuje mu możliwość podróży przez wymiary, by odnaleźć zagubione wspomnienia księżniczki. W tym samym czasie, do Yūko przybywają również inni goście, którzy chcieliby spełnienia swych pragnień: Kurogane – ninja, który chce powrócić do domu po tym, jak księżniczka Tomoyo go z niego wygnała; a także Fay D. Flowright – czarownik, który pragnie, by nigdy nie mieć możliwości powrotu do swojego świata, Celes, by uniknąć spotkania z jego władcą, Ashurą. W zamian za możliwość podróży między wymiarami każdy z nich musi zapłacić odpowiednią cenę – muszą oddać to co posiadają najcenniejszego. Kurogane zatem oddaje swój miecz, Ginryū; Fai oferuje swój tatuaż, który tłumi jego magię; Shaoran natomiast musi oddać wszystkie wspomnienia Sakury w których się pojawia. W zamian otrzymują towarzysza podróży – istotę o imieniu Mokona Modoki, która m.in. jest w stanie przemierzać wymiary i wyczuwać obecność piór Sakury. Po odnalezieniu kilku pierwszych piór Sakura budzi się i stopniowo zaczyna normalnie funkcjonować. W miarę kolejnych przygód bohaterowie zbliżają się do siebie, a także odkrywają, że pióra wykazują różnorodne, unikalne właściwości, wpływając na otaczającą je rzeczywistość.

## Bohaterowie
Seria została stworzona z chęci połączenia w jakiś sposób wszystkich poprzednich prac stworzonych przez grupę Clamp, toteż wielu bohaterów występujących w mandze jest bazowanych na istniejących wcześniej bohaterach lub występuje na zasadzie crossoveru. Pierwowzorami postaci Sakury i Syaorana są Sakura Kinomoto (jap. 木之本 さくら Kinomoto Sakura) oraz Syaoran Li (jap. 李 小狼 Ri Shaoran; Pinyin: Lǐ Xiǎoláng) z mangi Cardcaptor Sakura, a pierwowzorem Mokony Modoki jest Mokona (jap. モコナ Mokona) z mangi Wojowniczki z Krainy Marzeń. Spośród wszystkich postaci pojawiających się w mandze, swoich pierwowzorów nie posiadają jedynie postacie Kurogane i Faya. Na zasadzie crossoveru pojawiają się w mandze postacie z mangi ×××HOLiC – Yūko Ichihara (jap. 壱原 侑子 Ichihara Yūko) oraz Kimihiro Watanuki (jap. 四月一日 君尋 Watanuki Kimihiro).

### Główne postaci
- Syaoran (jap. 小狼 Shaoran) – archeolog, mieszkaniec Królestwa Clow. Adoptowany syn archeologa o imieniu Fujitaka i bliski przyjaciel księżniczki Sakury. W wyniku incydentu w ruinach, w którym Sakura traci pamięć, rusza w podróż by odnaleźć jej wspomnienia, pomimo iż w ramach zapłaty dla Yūko, Sakura nigdy sobie go nie przypomni. Mimo wszystko znów udaje się mu zbliżyć do Sakury w trakcie kolejnych podróży, jak również zaprzyjaźnić z pozostałymi kompanami – Fayem, Kurogane i Mokoną. Dobrze włada mieczem, został wyszkolony w sztukach walki przez Seishirō i Kurogane.

Seiyū: Miyu Irino 
- Sakura (jap. サクラ) – księżniczka Królestwa Clow, przyjaciółka z dzieciństwa Syaorana. Potężna siła sprawia, że jej wspomnienia w postaci piór zostają rozproszone po różnych czasach i wymiarach. By je odzyskać i tym samym ocalić jej życie, zostaje razem z Syaoranem wysłana do Yūko. Po odzyskaniu pierwszych kilku piór, budzi się, choć na początku jest bardzo słaba i zdezorientowana. Rośnie w siłę w miarę odzyskiwania kolejnych piór. Ma łagodną, przyjazną osobowość i wkrótce znów zaczyna ją łączyć nić porozumienia z Syaoranem.

Seiyū: Yui Makino 
- Kurogane (jap. 黒鋼) – ordynarny i ciężki w obyciu ninja z Japonii, który zostaje odesłany ze swojego świata do Yūko przez księżniczkę Tomoyo, po to by odkrył swą prawdziwą siłę. W zamian za możliwość podróżowania między wymiarami i możliwość powrotu do swojego świata, oddaje Wiedźmie jako zapłatę swój rodowy miecz, Ginryū (jap. 銀竜). W trakcie jednej z kolejnych podróży zdobywa nowy miecz – Sōhi (jap. 蒼氷), którym posługuje się aż do podróży do świata Celes. Szybko zaprzyjaźnia się z pozostałymi członkami grupy, zostaje również nauczycielem Syaorana. Pomimo iż bywa porywczy i grubiański, jest też bardzo spostrzegawczy i inteligentny. Pomimo że Fay często się z nim droczy i stroi sobie z niego żarty, Kurogane jest w stanie odczytać prawdziwą naturę Faya.

Kurogane jest synem arystokraty z prowincji Suwa w Japonii oraz miko, która chroniła okolicę za pomocą magicznej bariery. Trenował sztuki walki pod okiem ojca, chcąc któregoś dnia móc chronić swoich najbliższych. Pewnego dnia Fei Wang Reed zaatakował jego rodzinne strony, wykorzystując armię demonów. Jego ojciec poległ w walce, natomiast matkę Fei Wang zabił osobiście. Osierocony Kurogane został wówczas dzięki interwencji Yūko przygarnięty pod skrzydło księżniczki Tomoyo. Po tym jak dowiaduje się, że Fei Wang doprowadził do tej sytuacji po to, by uczynić Kurogane pionkiem w swojej rozgrywce, Kurogane kontynuuje podróż, by móc zabić Fei Wanga.
Seiyū: Tetsu Inada 
- Fay D. Flowright (jap. ファイ・D・フローライト Fai D. Furōraito) – potężny czarnoksiężnik ze świata Celes. Podróżuje do Yūko po tym, jak opieczętowuje króla Ashurę, władcę Celes i zostawia na straży swoją podwładną, Chī. Jego życzeniem jest, by nigdy więcej nie powrócić do swojego kraju, a jako zapłatę oddaje Yūko tatuaż tłumiący jego magię. Ponieważ nie posiada już tatuażu, Fay decyduje się nie używać więcej swojej magii. Fay wydaje się być wiecznie pogodny i beztroski, często również stroi sobie żarty z Kurogane. Jest to jednak jedynie gra, pod którą skrywa się osoba chłodna i posiadająca ogromną wiedzę. Źródłem magii Faya jest niebieski kolor oczu, który umożliwia mu rzucanie zaklęć, jak również przedłuża jego żywot. Jego moc zostaje ukrócona o połowę, gdy Syaoran zjada jego lewe oko i jest zmuszony zostać wampirem by uratować swe życie[a].

Tak naprawdę pochodzi z kraju Valeria, a jego prawdziwe imię brzmi Yūi (jap. ユゥイ), a imię Fay należało do jego zmarłego brata bliźniaka. Początkowo bracia byli więzieni w wieży, jednak pewnego dnia Fei Wang Reed pojawia się w wieży i obiecuje uratować jednego z nich. Fay decyduje się na uratowanie Yūiego, w rezultacie czego spada z wieży i ginie. Fei Wang grzebie jednak we wspomnieniach Yūiego, by ten myślał, że wybrał własne życie zamiast brata. W zamian za obietnicę przywrócenia Faya do życia, Yūi dostaje wybór zostania pionkiem Fei Wanga, co doprowadza do tego, Fei Wang że rzuca na niego dwie klątwy – pierwszą jest przymus zabicia każdego czarnoksiężnika silniejszego od siebie oraz druga, która po uruchomieniu wykorzysta jego własną magię by zniszczyć świat. Wkrótce po tym zostaje znaleziony przez króla Ashurę, który przygarnia go pod swoje skrzydła. Ashura ofiarowuje Fayowi tatuaż, który jest w stanie stłumić pierwszą klątwę. Fay w końcu dowiaduje się, że Ashura miał umrzeć z rąk pierwszej klątwy nałożonej na Faya, jako że Ashura zabijał ludzi by uczynić swą magię silniejszą.
Seiyū: Daisuke Namikawa 
- Mokona Modoki (jap. モコナ＝モドキ) – nazwa, która odnosi się do dwóch króliczopodobnych istot, stworzonych wspólnie przez Yūko oraz czarnoksiężnika Clow Reeda przed wydarzeniami z mangi. Biała Mokona podróżuje z grupą Syaorana, a w tym czasie czarna Mokona mieszka w sklepie Yūko.

Biała Mokona, której prawdziwe imię to Soel (jap. ソエル Soeru), zostaje dana grupie Syaorana w zamian za ich najcenniejsze rzeczy. Mokona jest bardzo pogodna, żywiołowa i pełna optymizmu, lubi stroić sobie żarty z Kurogane. Mokona odpowiedzialna jest za przemieszczanie się między wymiarami, choć nie ma ona żadnej kontroli nad tym do jakiego świata się przemieści. Posiada wiele różnych umiejętności, m.in. potrafi lokalizować pióra Sakury, przenosić przedmioty między wymiarami, wyczuwać aury oraz umożliwia komunikację międzyludzką między ludźmi z różnych światów. Z pomocą czarnej Mokony (której prawdziwe imię to Larg (jap. ラーグ Rāgu)) jest w stanie kontaktować się z Yūko.
Seiyū: Mika Kikuchi 
- Tsubasa (jap. ツバサ), nazywany również Syaoran (jap. 小狼 Shaoran) – chłopak, który początkowo jest jedynie tajemniczą postacią ze snów Syaorana. Pierwotnie Fei Wang Reed wykorzystał Tsubasę do stworzenia identycznego klona, który miałby zostać narzędziem w jego rękach. Syaoran zapieczętował połówkę swego serca w klonie, by ten mógł wykształcić własną osobowość i wydostać się później spod wpływu Fei Wanga. Pomimo bycia więzionym przez Fei Wanga, Tsubasa jest w stanie obserwować podróż klona za pomocą swojego lewego oka. Gdy Syaoran ucieka ze swojego więzienia dzięki pomocy Xing Huo, a jego klon zdradza swych przyjaciół, dołącza do grupy podróżników w jego zastępstwie, jako że pragnie odzyskać coś co stracił[a]. Jest dobrym wojownikiem i potężnym magiem – jest spokrewniony w linii prostej z czarnoksiężnikiem Clow Reedem. Jest w stanie rzucać zaklęcia wykorzystując przy tym obosieczny miecz, który na co dzień chowa w swym ciele.

Seiyū: Miyu Irino 

### Drugoplanowe postacie
- Fei Wang Reed (jap. 飛王・リード Fei Wong Rīdo; transkrybowany także jako Fei Wong Reed) – potężny czarnoksiężnik, który pragnie posiąść zdolności magiczne Sakury. Odpowiedzialny jest za rozproszenie jej wspomnień po różnych wymiarach, by zwiększyć ich moc w miarę ich ponownego zbierania. By zwiększyć szanse na zebranie piór, chciał uczynić Faya i Kurogane pionkami w swej rozgrywce, co jednak udało się jedynie w przypadku Faya. Jest odpowiedzialny za stworzenie klonów Syaorana i Sakury. Pomimo iż posiada moc przemierzania wymiarów, pragnie zwiększyć swe zdolności by móc spełnić swe pragnienie. Jest bezwzględny w dążeniu do celu, nie przejmując się jak wiele krwi zostanie przelanej w imię jego spełnienia. Jego symbolem jest znak podobny do nietoperza.

Seiyū: Kazuhiro Nakata 
- Xing Huo (jap. 星火) – podwładna Fei Wang Reeda. W mandze obserwuje jedynie uwięzionego Syaorana, w anime natomiast działa jako agent Fei Wanga w ostatnich odcinkach serii. Gdy Syaoran uwalnia się ze swojego więzienia, Xing Huo zdradza Fei Wanga, przenosząc Syaorana do sklepu Yūko. Za zdradę zostaje zamordowana przez Fei Wanga.

Seiyū: Sanae Kobayashi 
- Kyle Rondart (jap. カイル＝ロンダート Kairu Rondato) – agent Fei Wanga. Po raz pierwszy pojawia się w kraju Jade, gdzie pracuje jako doktor w jednej z wiosek. W tym czasie dzieci z wioski giną w tajemniczych okolicznościach. Pomimo wrażenia sympatycznego i ciepłego człowieka, okazuje się, że to właśnie on stał za porwaniami dzieci by móc zdobyć jedno z piór Sakury, znajdujące się w pobliskim zamku[b]. Później śledzi podróżników w ich kolejnych przygodach, aż w końcu porywa puste ciało Sakury i zabiera je do Fei Wanga[c].

Seiyū: Mitsuru Miyamoto 
- Tōya (jap. 桃矢) – starszy brat księżniczki Sakury i władca królestwa Clow. Jest rozsądnym i odpowiedzialnym monarchą, bardzo opiekuńczym bratem i nie przepada za Syaoranem. Wiele alternatywnych wersji Tōyi spotyka bohaterów podczas ich podróży, w każdej z rzeczywistości przyjaźniąc się z Yukito.

Seiyū: Shin’ichirō Miki 
- Yukito (jap. 雪兎) – jest uprzejmym i łagodnym najwyższym kapłanem królestwa Clow i bliskim przyjacielem Tōyi. Jest dość potężnym magiem, posiadającym zdolność widzenia przyszłości. To on wysyła Sakurę i Syaorana do Wiedźmy Wymiarów, w nadziei, że uda się odzyskać wspomnienia i uratować życie Sakurze. Alternatywne wersje Yukito spotykają bohaterów podczas ich podróży, w każdej z rzeczywistości przyjaźniąc się z Tōyą.

Seiyū: Kōki Miyata 
- Yūko Ichihara (jap. 壱原 侑子 Ichihara Yūko), znana także jako Wiedźma Wymiarów – czarownica, która rezyduje we współczesnej Japonii. Prowadzi interes polegający na spełnianiu życzeń innych ludzi, jeśli tylko w zamian zapłacą równoważną cenę. Stoi na drodze w realizacji planów Fei Wang Reedowi pomagając w miarę możliwości głównym bohaterom, jako że zna prawdziwy cel jego działań. Mimo wielkiej mocy, ma świadomość, że jej ingerencja też ma swoje granice. Przed wydarzeniami z mangi Yūko współpracowała z czarnoksiężnikiem Clow Reedem, z którym to wspólnie stworzyła obie Mokony.

Seiyū: Sayaka Ōhara 
- Kimihiro Watanuki (jap. 四月一日 君尋 Watanuki Kimihiro) – podwładny Yūko i główny protagonista mangi ×××HOLiC. Początkowo nie wchodzi w interakcje z pozostałymi bohaterami, jednak okazuje się później, że jest silnie związany z istnieniem Syaorana.

Seiyū: Jun Fukuyama 
- Seishirō (jap. 星史郎) – podróżnik, który zyskał dzięki Yūko w zamian za prawe oko możliwość przemierzania wymiarów. Poszukuje dwóch wampirzych braci o imionach Kamui i Subaru. Podobnie jak swój młodszy brat Fūma, jest łowcą skarbów. Seishirō posiada także jedno z piór Sakury, które umożliwia mu wzywanie demonów i ich kontrolowanie. Jest doświadczonym, ale również bezwzględnym wojownikiem. Przez jakiś czas był również nauczycielem Syaorana.

Pierwowzorem Seishirō jest postać z mang Tokyo Babylon oraz X, Seishirō Sakurazuka.
Seiyū: Hiroki Touchi 
- Fūma (jap. 封真) – młodszy brat Seishirō, łowca skarbów oraz przywódca ludzi mieszkających w Tokyo Tower[a]. Jest także znajomym Yūko, dla której zbiera różne przedmioty podróżując po różnych wymiarach.

Pierwowzorem Fūmy jest jeden z głównych bohaterów mangi X, Fūma Monou.
Seiyū: Yūji Kishi 
- Księżniczka Tomoyo (jap. 知世姫 Tomoyo Hime) – księżniczka feudalnego państwa Japonii, która wysyła Kurogane do Wiedźmy Wymiarów. Tomoyo jest także miko, która odpowiedzialna jest za ochronę państwa przed demonami. Posiada także zdolność widzenia przyszłości w snach, jednakże oddaje ją Yūko w ramach ceny za spełnienie życzenia o przeniesienie Kurogane i reszty podróżników do Japonii, by mogli uciec kraju Celes.

W trakcie podróży między wymiarami, bohaterowie spotykają także alternatywne wersje Tomoyo. Między innymi są to Tomoyo Daidōji (jap. 大道寺 知世 Daidōji Tomoyo), która w świecie Piffle organizuje rajd, w którym główną nagrodą jest pióro Sakury; inna inkarnacja pojawia się także w filmie animowanym, gdzie jest księżniczką kraju Klatek dla ptaków i walczy o władzę ze swoim wujem.
Seiyū: Maaya Sakamoto 
- Król Ashura (jap. アシュラ王 Ashura-ō) – król Ceres i potężny czarownik, który wychował Faya po tym, jak odnalazł go w kraju Valeria. Na początku serii zostaje on uśpiony przez Faya, a następnie zostawiony pod pieczą Chi. To właśnie król Ashura jest powodem, dla którego Fay życzy sobie nigdy nie powrócić do Ceres. Później wychodzi na jaw, że Ashura był mordercą, który zabijał by zyskać więcej mocy. Król ofiarował również Fayowi tatuaż tłumiący klątwę Faya by zapobiec jej uruchomieniu.

### Crossover
Kurogane, Fay, Mokona oraz Syaoran (Tsubasa) kontynuują swą podróż po wydarzeniach z mangi po tym, jak Syaoran zmuszony jest podróżować przez wieczność by móc istnieć. Postacie te pojawiają się później na zasadzie crossoveru w jednym z odcinków animowanej adaptacji Kobato., a także w jednym z rozdziałów mangi ×××HOLiC.

## Manga
Manga Tsubasa –Reservoir Chronicle– została napisana i zilustrowana przez mangaczki z grupy Clamp. Kolejne rozdziały były publikowane w czasopiśmie Shūkan Shōnen Magazine wydawnictwa Kōdansha od maja 2003 do 7 października 2009 roku. Seria łącznie składa się z 233 rozdziałów nazywanych z francuskiego Chapitre (jap. シャピトル Shapitoru) i dzieli się na 28 tomów. Tomy pojawiały się na rynku od 9 sierpnia 2003 roku. Ostatni tom został wydany 17 listopada 2009 roku. Wszystkie tomy zostały również wydane w edycji specjalnej, zawierającej kolorowe strony oraz więcej ilustracji. Edycja specjalna była wydawana w tym samym czasie co edycja podstawowa.

### Sequel
W czerwcu 2014 roku Kōdansha w czasopiśmie Magazine Special zapowiedziała wydawanie od sierpnia 2014 roku nowej mangi z serii Tsubasa, której fabuła będzie przeplatała się z serią ×××HOLiC Rei. Nowa seria została zatytułowana Tsubasa –WoRLD CHRoNiCLE– niraikanai-hen (jap. ツバサ　－ＷｏＲＬＤ　ＣＨＲｏＮｉＣＬＥ－　ニライカナイ編) i miała swoją premierę 20 sierpnia 2014 roku w magazynie Magazine Special wydawnictwa Kōdansha. Pojedynczy rozdział pojawił się także w numerze magazynu Shūkan Shōnen Magazine, wydanym 17 lutego 2015 roku. Pierwszy tankōbon pojawił się na rynku 17 lutego 2015 roku, a drugi tom 16 października 2015 roku. Ostatni, trzeci tom tej mangi został wydany 17 sierpnia 2016 roku.

## Anime
Studio animacji Bee Train wyprodukowało 52 odcinki anime, podzielone na dwie serie po 26 odcinków każda, wydane pod wspólnym tytułem Tsubasa Chronicle (jap. ツバサ・クロニクル Tsubasa Kuronikuru). Scenariusz obu serii napisał Hiroyuki Kawasaki, a wyreżyserował Kōichi Mashimo (obie serie) oraz Hiroshi Morioka (jako drugi reżyser 2. serii). Muzykę do serialu napisała Yuki Kajiura. Fabuła odcinków od 1 do 42 (16. odcinek 2. serii) jest oparta na wydarzeniach przedstawionych w mandze, natomiast pozostałe (od 43 do 52) stanowią oryginalną historię.
Anime miało swoją premierę na kanale NHK, w każdą sobotę o 18:25 od 9 kwietnia do 15 października 2005 roku (pierwsza seria), oraz od 29 kwietnia 2006 do 4 listopada 2006 (druga seria). Serial ten był również nadawany w wielu innych krajach na świecie, za pośrednictwem takich stacji telewizyjnych jak Animax czy TVB.
W Polsce, Tsubasa Chronicle było emitowane z napisami na kanale Hyper. Premierowe odcinki pierwszego sezonu emitowane były od 30 maja do 24 czerwca 2007 roku, a odcinki drugiego sezonu od 18 czerwca do 13 lipca 2008 roku. Niezależnie od Hypera, AV Visionen także wydało serial, tym razem w formacie DVD. Pierwszą serię w latach 2006-2007, a drugą w 2008 roku.

### Film
Studio Production I.G wyprodukowało 35-minutowy film, którego akcja rozgrywa się pomiędzy sezonami serialu, zatytułowany Gekijōban Tsubasa kuronikuru torikago no kuni no himegimi (jap. 劇場版 ツバサ･クロニクル 鳥カゴの国の姫君). Pierwotnie film ten można było obejrzeć w japońskich kinach od 20 sierpnia 2005 roku, w zestawie razem z filmem Gekijōban ×××HOLiC manatsu no yoru no yume (jap. 劇場版 ×××HOLiC 真夏ノ夜ノ夢). Fabuła skupia się na kolejnej podróży w poszukiwaniu piór Sakury. Oryginalny tytuł filmu można tłumaczyć jako Film Tsubasa Chronicle: Księżniczka Kraju Klatek dla Ptaków.
Film ten został wyreżyserowany przez Itsuro Kawasakiego. Scenariusz został napisany przez Midori Goto oraz Junichiego Fujisaku. Muzykę napisała Yuki Kajiura.
Shōchiku wydało w Japonii ten film na DVD 25 lutego 2006 roku, zarówno w edycji podstawowej jak i rozszerzonej.
W Polsce film ten można było obejrzeć na kanale Hyper z napisami. Miał on swoją premierę 22 maja 2008 i zatytułowany został Tsubasa Chronicle: The Movie. AV Visionen wydało ten film na DVD w zestawie z filmem Gekijōban ×××HOLiC manatsu no yoru no yume. Na rynku pojawił się 21 września 2006 roku.

### OVA
Studio Production I.G wyprodukowało także dwie serie original video animation (OVA) związane z mangą. Zostały wyreżyserowane przez Shunsuke Tada’ego, scenariusz został napisany przez Nanase Ōkawę a muzykę napisała Yuki Kajiura.
Pierwsza, 3-odcinkowa seria OVA, zatytułowana Tsubasa Tokyo Revelations (jap. ツバサ TOKYO REVELATIONS) została wydana w trzech częściach, kolejno 16 listopada 2007 roku, 17 stycznia 2008 roku oraz 17 marca 2008 roku – kolejne odcinki były dołączane do specjalnych wydań 21, 22 i 23 tomu mangi. OVA przedstawia wydarzenia, które chronologicznie rozgrywają się po 42. odcinku anime, a zatem obejmują rozdziały mangi od 107. do 135.; odcinki anime od 43. do 52., których nie było w mandze, zostały w OVA zignorowane. Fabuła skupia się na kolejnych poszukiwaniach pióra Sakury, tym razem w prokapitalistycznym Tokio; w trakcie poszukiwań, wyjawiony zostaje związek pomiędzy Syaoranem, a identycznym człowiekiem więzionym przez Fei Wong Reeda.
Druga, 2-odcinkowa OVA, zatytułowana Tsubasa Shunraiki (jap. ツバサ春雷記) została wydana w dwóch częściach. Pierwszy odcinek został dołączony do wydania 26. tomu mangi, wydanego 17 marca 2009 roku; drugi odcinek dołączono do tomu 27., wydanego 15 maja 2009 roku. Fabuła tych odcinków obejmuje rozdziały mangi 166-182. Chronologicznie fabuła rozgrywa się po podróży bohaterów do świata Ceres, skupiając się na poszukiwaniach sposobu na powrót duszy Sakury do jej ciała. Fabuła tej OVA jest powiązana z inną OVA, również wyprodukowaną przez studio Production I.G i wydaną w 2009 roku pt. ×××HOLiC Shunmuki (jap. ×××HOLiC 春夢記).
OVA Tsubasa Tokyo Revelations (jap. ツバサ TOKYO REVELATIONS) została wydana w Polsce przez AV Visionen. Jest dostępne na rynku od 13 września 2009 roku.

### Ścieżka dźwiękowa
Ścieżka dźwiękowa do anime Tsubasa Chronicle została wydana na czterech płytach kompaktowych zatytułowanych Future Soundscape I–IV. Były wydawane przez Victor Entertainment od 6 lipca 2005 do 21 września 2006 roku, każde w wersji podstawowej oraz z dodatkami.
| Future Soundscape I | Future Soundscape I                            | Future Soundscape I   | Future Soundscape I   | Future Soundscape I |
| Nr                  | Tytuł utworu                                   | Muzyka                | Śpiew                 | Długość             |
| ------------------- | ---------------------------------------------- | --------------------- | --------------------- | ------------------- |
| 1.                  | „Ship of Fools”                                | Yuki Kajiura          | Eri Itō               | 3:42                |
| 2.                  | „BLAZE” (wersja telewizyjna)                   | Nieve & HΛL           | Kin'ya Kotani         | 1:42                |
| 3.                  | „Believe”                                      | Yuki Kajiura          |                       | 1:49                |
| 4.                  | „Black Sword”                                  | Yuki Kajiura          |                       | 2:51                |
| 5.                  | „Strange Names”                                | Yuki Kajiura          |                       | 1:47                |
| 6.                  | „Break the Sword of Justice”                   | Yuki Kajiura          |                       | 2:04                |
| 7.                  | „You Are My Love”                              | Yuki Kajiura          | Eri Itō               | 2:34                |
| 8.                  | „Dewdrops”                                     | Yuki Kajiura          |                       | 3:47                |
| 9.                  | „Tsubasa”                                      | FictionJunction KAORI | FictionJunction KAORI | 4:37                |
| 10.                 | „A Tiny Sunshine”                              | Yuki Kajiura          |                       | 1:57                |
| 11.                 | „Through the Gate”                             | Yuki Kajiura          |                       | 2:06                |
| 12.                 | „Hear Our Prayer”                              | Yuki Kajiura          |                       | 2:57                |
| 13.                 | „I Talk to the Rain”                           | Yuki Kajiura          | Eri Itō               | 3:09                |
| 14.                 | „Ruthless”                                     | Yuki Kajiura          |                       | 2:54                |
| 15.                 | „Guess How Much I Love You”                    | Yuki Kajiura          |                       | 2:09                |
| 16.                 | „Morning Moon”                                 | Yuki Kajiura          |                       | 2:32                |
| 17.                 | „Witch”                                        | Yuki Kajiura          |                       | 3:27                |
| 18.                 | „A Song of Storm and Fire”                     | Yuki Kajiura          | Eri Itō               | 4:02                |
| 19.                 | „Best Years in Our Lives”                      | Yuki Kajiura          |                       | 3:08                |
| 20.                 | „Loop (jap. ループ Rūpu)” (wersja telewizyjna) | h-wonder              | Maaya Sakamoto        | 1:34                |
|                     |                                                |                       |                       | 54:48               |

| Future Soundscape II | Future Soundscape II                  | Future Soundscape II  | Future Soundscape II  | Future Soundscape II |
| Nr                   | Tytuł utworu                          | Muzyka                | Śpiew                 | Długość              |
| -------------------- | ------------------------------------- | --------------------- | --------------------- | -------------------- |
| 1.                   | „Voices Silently Sing”                | Yuki Kajiura          | Eri Itō               | 3:49                 |
| 2.                   | „Endlessly”                           | Yuki Kajiura          | Eri Itō               | 3:31                 |
| 3.                   | „Storm and Fire”                      | Yuki Kajiura          |                       | 2:10                 |
| 4.                   | „Lost Wings”                          | Yuki Kajiura          |                       | 1:58                 |
| 5.                   | „Together for Tomorrow”               | Yuki Kajiura          |                       | 2:00                 |
| 6.                   | „The Dreamers”                        | Yuki Kajiura          |                       | 2:18                 |
| 7.                   | „Before the Storm”                    | Yuki Kajiura          |                       | 1:00                 |
| 8.                   | „Breathless”                          | Yuki Kajiura          |                       | 2:48                 |
| 9.                   | „Kaze no Machi e (jap. 風の街へ)”     | FictionJunction KEIKO | FictionJunction KEIKO | 5:01                 |
| 10.                  | „Wayside”                             | Yuki Kajiura          |                       | 1:49                 |
| 11.                  | „If You Are My Love”                  | Yuki Kajiura          |                       | 2:34                 |
| 12.                  | „1&0 City”                            | Yuki Kajiura          |                       | 2:15                 |
| 13.                  | „Catastrophe”                         | Yuki Kajiura          |                       | 4:08                 |
| 14.                  | „Fatigue”                             | Yuki Kajiura          |                       | 1:49                 |
| 15.                  | „Break It Down Again”                 | Yuki Kajiura          |                       | 2:56                 |
| 16.                  | „When Two Powers Collide”             | Yuki Kajiura          |                       | 4:09                 |
| 17.                  | „Blue Clouds”                         | Yuki Kajiura          |                       | 3:00                 |
| 18.                  | „Yume no Tsubasa (jap. ユメノツバサ)” | Yuki Kajiura          | Yui Makino            | 4:34                 |
|                      |                                       |                       |                       | 51:49                |

| Future Soundscape III | Future Soundscape III                                      | Future Soundscape III        | Future Soundscape III | Future Soundscape III |
| Nr                    | Tytuł utworu                                               | Muzyka                       | Śpiew                 | Długość               |
| --------------------- | ---------------------------------------------------------- | ---------------------------- | --------------------- | --------------------- |
| 1.                    | „Moebius”                                                  | Yuki Kajiura                 | Eri Itō               | 2:47                  |
| 2.                    | „IT'S” (wersja telewizyjna)                                | Mikio Sakai & Ayuko Akiyama  | Kin'ya Kotani         | 1:31                  |
| 3.                    | „We Go Further, Everyday”                                  | Yuki Kajiura                 |                       | 2:26                  |
| 4.                    | „Slipstream”                                               | Yuki Kajiura                 |                       | 2:26                  |
| 5.                    | „Fireseeker”                                               | Yuki Kajiura                 |                       | 2:29                  |
| 6.                    | „Femme”                                                    | Yuki Kajiura                 |                       | 2:32                  |
| 7.                    | „Masquerade”                                               | Yuki Kajiura                 |                       | 2:02                  |
| 8.                    | „Play the Game”                                            | Yuki Kajiura                 |                       | 2:47                  |
| 9.                    | „Sacrifice”                                                | Yuki Kajiura                 | Eri Itō               | 2:43                  |
| 10.                   | „Afterglow”                                                | Yuki Kajiura                 |                       | 1:22                  |
| 11.                   | „Dream Scape”                                              | FictionJunction KAORI        | FictionJunction KAORI | 5:09                  |
| 12.                   | „Sword Breaker”                                            | Yuki Kajiura                 |                       | 2:43                  |
| 13.                   | „Need Your Love”                                           | Yuki Kajiura                 |                       | 2:32                  |
| 14.                   | „Siren Song”                                               | Eri Itō                      | Yuki Kajiura          | 2:37                  |
| 15.                   | „Total Eclipse”                                            | Yuki Kajiura                 |                       | 2:27                  |
| 16.                   | „Stay”                                                     | Yuki Kajiura                 |                       | 3:06                  |
| 17.                   | „Indian Summer”                                            | Yuki Kajiura                 |                       | 2:54                  |
| 18.                   | „Antinomie”                                                | Yuki Kajiura                 |                       | 1:52                  |
| 19.                   | „Further”                                                  | Yuki Kajiura                 |                       | 1:54                  |
| 20.                   | „Wings of Your Imagination”                                | Yuki Kajiura                 |                       | 2:39                  |
| 21.                   | „Kazemachi Jet (jap. 風待ちジェット)” (wersja telewizyjna) | Shōko Suzuki & Takehiro Iida | Maaya Sakamoto        | 1:37                  |
| 22.                   | „Storm Is Coming”                                          | Yuki Kajiura                 |                       | 1:21                  |
|                       |                                                            |                              |                       | 53:56                 |

| Future Soundscape IV | Future Soundscape IV                    | Future Soundscape IV  | Future Soundscape IV  | Future Soundscape IV |
| Nr                   | Tytuł utworu                            | Muzyka                | Śpiew                 | Długość              |
| -------------------- | --------------------------------------- | --------------------- | --------------------- | -------------------- |
| 1.                   | „Once Upon a Time There Was You and Me” | Yuki Kajiura          | Eri Itō               | 5:56                 |
| 2.                   | „Aikoi”                                 | FictionJunction Yuuka | FictionJunction Yuuka | 4:40                 |
| 3.                   | „My Dear Feather”                       | Yuki Kajiura          | Eri Itō               | 4:55                 |
| 4.                   | „Merrymaking”                           | Yuki Kajiura          |                       | 2:04                 |
| 5.                   | „Little One, So Sweet”                  | Yuki Kajiura          |                       | 1:46                 |
| 6.                   | „You Shall Overcome”                    | Yuki Kajiura          |                       | 2:30                 |
| 7.                   | „Prove Yourself”                        | Yuki Kajiura          | Eri Itō               | 3:20                 |
| 8.                   | „Let Go”                                | Yuki Kajiura          |                       | 2:25                 |
| 9.                   | „Rainbow”                               | Yuki Kajiura          |                       | 2:09                 |
| 10.                  | „Broken Sword of Justice”               | Yuki Kajiura          |                       | 2:35                 |
| 11.                  | „Darkness Comes”                        | Yuki Kajiura          |                       | 1:54                 |
| 12.                  | „Dawn”                                  | Yuki Kajiura          |                       | 2:16                 |
| 13.                  | „Uninvited Guest”                       | Yuki Kajiura          |                       | 2:38                 |
| 14.                  | „Requiem for the Evil”                  | Yuki Kajiura          | Eri Itō               | 2:57                 |
| 15.                  | „Longingly”                             | Yuki Kajiura          |                       | 2:09                 |
| 16.                  | „Run for Your Life”                     | Yuki Kajiura          |                       | 2:26                 |
| 17.                  | „Optimistic”                            | Yuki Kajiura          | Eri Itō               | 3:41                 |
| 18.                  | „A Whip and a Witch”                    | Yuki Kajiura          |                       | 3:03                 |
| 19.                  | „Crying Alone”                          | Yuki Kajiura          |                       | 2:21                 |
| 20.                  | „Ring Your Song”                        | Yuki Kajiura          | Eri Itō               | 2:26                 |
|                      |                                         |                       |                       | 58:11                |

Wydano także dziesięć singli, które zawierały muzykę użytą w czołówce lub napisach końcowych kolejnych adaptacji. Do anime Tsubasa Chronicle wydano cztery single, zatytułowane kolejno Loop, BLAZE, It's oraz Kazemachi Jet / Spica, które wydano między 10 maja 2005 a 14 lipca 2006. Z kolei z filmem Tsubasa Chronicle: The Movie związane są dwa single: Aerial oraz Amrita, wydane kolejno 17 i 18 sierpnia 2005. Dwa kolejne single – Synchronicity i Saigo no Kajitsu / Mitsubashi to Kagakusha a także dwa albumy Kazeyomi oraz Everlasting Songs zawierają utwory zawarte w OVA. Wydano je między 21 listopada 2007 a 25 lutego 2009.
Ponadto wydany został album będący kompilacją poprzednich, zatytułowany Best Vocal Collection, który wydano 20 grudnia 2006 roku. Kompilacja zawiera czternaście utworów związanych z anime oraz odcinkami audio, zawierających wokal, w tym jeden wcześniej niewydany – Tsuki no shijima (jap. つきのしじま).
| Best Vocal Collection | Best Vocal Collection                                                    | Best Vocal Collection        | Best Vocal Collection  | Best Vocal Collection |
| Nr                    | Tytuł utworu                                                             | Muzyka                       | Śpiew                  | Długość               |
| --------------------- | ------------------------------------------------------------------------ | ---------------------------- | ---------------------- | --------------------- |
| 1.                    | „BLAZE”                                                                  | Nieve & HΛL                  | Kin'ya Kotani          | 4:27                  |
| 2.                    | „Tsubasa”                                                                | FictionJunction KAORI        | FictionJunction KAORI  | 4:35                  |
| 3.                    | „Loop (jap. ループ Rūpu)”                                                | h-wonder                     | Maaya Sakamoto         | 5:24                  |
| 4.                    | „Tsuki no shijima (jap. つきのしじま)”                                   | Yuki Kajiura                 | Yui Makino             | 5:04                  |
| 5.                    | „Kaze no Machi e (jap. 風の街へ)”                                        | FictionJunction KEIKO        | FictionJunction KEIKO  | 5:01                  |
| 6.                    | „Zankō (jap. 斬光)”                                                      | Nakanishi Ryōsuke            | Tetsu Inada (Kurogane) | 3:47                  |
| 7.                    | „Kizuna (jap. キズナ)”                                                   |                              | Miyu Irino (Syaoran)   | 4:51                  |
| 8.                    | „IT'S”                                                                   | Mikio Sakai & Ayuko Akiyama  | Kin'ya Kotani          | 4:51                  |
| 9.                    | „Dream Scape”                                                            | FictionJunction KAORI        | FictionJunction KAORI  | 4:51                  |
| 10.                   | „Ring Your Song”                                                         | Yuki Kajiura                 | Eri Itō                | 2:26                  |
| 11.                   | „SMILE”                                                                  | Kazuo Yoda                   | Daisuke Namikawa (Fay) | 4:46                  |
| 12.                   | „You Are My Love”                                                        | Yuki Kajiura                 | Eri Itō                | 2:34                  |
| 13.                   | „Tabi no tochū de kibō no uta o utaou (jap. 旅の途中で希望の歌を歌おう)” |                              | Mika Kikuchi (Mokona)  | 4:56                  |
| 14.                   | „Kazemachi Jet (jap. 風待ちジェット)”                                    | Shōko Suzuki & Takehiro Iida | Maaya Sakamoto         | 3:49                  |
|                       |                                                                          |                              |                        | 1:01:22               |

## Odcinki audio
Victor Entertainment wyprodukowało serię trzech płyt składających się razem na jedną opowieść, zatytułowanych Ōkyū no machine (jap. 王宮のマチネ). Fabuła rozgrywa się w pewnym czasie po opuszczeniu kraju Koryo, bohaterowie trafiają do wymiaru w którym król Yukito, jakże podobny do króla Yukito władającego królestwem Clow, nie posiada uczuć, a jednocześnie jest on jedynym który może otworzyć drzwi z którymi znajduje się jedno z piór Sakury. Seria ta bazuje na animowanej adaptacji mangi. Bohaterom podkładają głosy również ci sami aktorzy głosowi co w anime. Na płycie oprócz samej opowieści, znajdują się również piosenki śpiewane przez bohaterów. Pierwsza z części, zatytułowana Chapter.1 ~Suijō toshi coral~ (jap. Chapter.1 ～水上都市コラル～), została wydana 16 grudnia 2005 roku. Druga, pt. Chapter.2 ~Arienai goal~ (jap. Chapter.2 ～ありえないゴール～) została wydana 1 lutego 2006. Ostatnia z serii, zatytułowana Chapter.3 ~Ienai serifu~ (jap. Chapter.3 ～言えないセリフ～), wydana została 24 marca 2006 roku.
| Chapter.1 ~Suijō toshi koraru~ | Chapter.1 ~Suijō toshi koraru~                            | Chapter.1 ~Suijō toshi koraru~ | Chapter.1 ~Suijō toshi koraru~ | Chapter.1 ~Suijō toshi koraru~ | Chapter.1 ~Suijō toshi koraru~ |
| Nr                             | Tytuł utworu                                              | Słowa                          | Muzyka                         | Aranżacja                      | Długość                        |
| ------------------------------ | --------------------------------------------------------- | ------------------------------ | ------------------------------ | ------------------------------ | ------------------------------ |
| 1.                             | „Zankō (jap. 斬光)” (Tetsu Inada jako Kurogane)           | Naoki Nishi                    | Nakanishi Ryōsuke              | Nakanishi Ryōsuke              | 3:50                           |
| 2.                             | „Joshō (jap. 序章)”                                       |                                |                                |                                | 3:39                           |
| 3.                             | „Yukito-ō to Tōya (jap. 雪兎王と桃矢)”                    |                                |                                |                                | 4:17                           |
| 4.                             | „Fai no Takurami (jap. ファイの企み)”                     |                                |                                |                                | 2:24                           |
| 5.                             | „Towa no Omoi (jap. 永遠の想い)” (Yui Makino jako Sakura) | Yui Makino                     | Yoshiko Goshima                | Eiji Yoshizawa                 | 4:07                           |
| 6.                             | „Zankō (Off Vocal) (jap. 斬光 (OFF VOCAL))”               |                                | Nakanishi Ryōsuke              | Nakanishi Ryōsuke              | 3:51                           |
| 7.                             | „Towa no Omoi (Off Vocal) (jap. 永遠の想い (OFF VOCAL))”  |                                | Yoshiko Goshima                | Eiji Yoshizawa                 | 4:03                           |
|                                |                                                           |                                |                                |                                | 26:11                          |

| Chapter.2 ~Arienai goal~ | Chapter.2 ~Arienai goal~                                           | Chapter.2 ~Arienai goal~ | Chapter.2 ~Arienai goal~ | Chapter.2 ~Arienai goal~ | Chapter.2 ~Arienai goal~ |
| Nr                       | Tytuł utworu                                                       | Słowa                    | Muzyka                   | Aranżacja                | Długość                  |
| ------------------------ | ------------------------------------------------------------------ | ------------------------ | ------------------------ | ------------------------ | ------------------------ |
| 1.                       | „Kizuna (jap. キズナ)” (Miyu Irino jako Syaoran)                   | Mai Takahashi            |                          | Nakanishi Ryōsuke        | 4:51                     |
| 2.                       | „Ōkyū Gekijō (jap. 王宮劇場)”                                      |                          |                          |                          | 5:13                     |
| 3.                       | „Wakaki Yūsha to Kako Naki Himegimi (jap. 若き勇者と過去なき姫君)” |                          |                          |                          | 3:43                     |
| 4.                       | „Kokuhaku (jap. 告白)”                                             |                          |                          |                          | 2:47                     |
| 5.                       | „Smile” (Daisuke Namikawa jako Fay D. Flourite)                    | Naoki Nishi              | Kazuo Yoda               | Kazuo Yoda               | 4:48                     |
| 6.                       | „Kizuna (Instrumental) (jap. キズナ -Instrumental-)”               |                          |                          | Nakanishi Ryōsuke        | 4:53                     |
| 7.                       | „Smile (Original Karaoke) (jap. smile -オリジナルカラオケ-)”       |                          | Kazuo Yoda               | Kazuo Yoda               | 4:44                     |
|                          |                                                                    |                          |                          |                          | 30:59                    |

| Chapter.3 ~Ienai serifu~ | Chapter.3 ~Ienai serifu~                                                                           | Chapter.3 ~Ienai serifu~ | Chapter.3 ~Ienai serifu~ |
| Nr                       | Tytuł utworu                                                                                       | Muzyka                   | Długość                  |
| ------------------------ | -------------------------------------------------------------------------------------------------- | ------------------------ | ------------------------ |
| 1.                       | „Tabi no Tochū de Kibō no Uta o Utaō (jap. 旅の途中で希望の歌を歌おう)” (Mika Kikuchi jako Mokona) | Yukari Hashimoto         | 4:55                     |
| 2.                       | „Kakusei (jap. 覚醒)”                                                                              |                          | 6:03                     |
| 3.                       | „Ō no Kokoro (jap. 王の心), The King's Heart”                                                      |                          | 4:07                     |
| 4.                       | „Shūshō (jap. 終章)”                                                                               |                          | 1:56                     |
| 5.                       | „Yume no Tsubasa (jap. ユメノツバサ)” (Miyu Irino jako Syaoran & Yui Makino jako Sakura)           | Yuki Kajiura             | 4:38                     |
| 6.                       | „Tabi no Tochū de Kibō no Uta o Utaō (Karaoke) (jap. 旅の途中で希望の歌を歌おう (カラオケ))”       | Yukari Hashimoto         | 4:58                     |
| 7.                       | „Yume no Tsubasa (Duet Version) (Karaoke) (jap. ユメノツバサ (カラオケ))”                          | Yuki Kajiura             | 4:34                     |
|                          | |                          | 31:11                    |

## Spin-off
Powstała także seria spin-off składająca się z czterech płyt kompaktowych, zatytułowana Shiritsu Horitsuba Gakuen (jap. 私立堀鐔学園) wypuszczona na rynek w latach 2006–2009, która doczekała się również jednego rozdziału mangi. Akcja rozgrywa się w alternatywnym wszechświecie, w którym alternatywne wersje bohaterów z serii Tsubasa oraz ×××HOLiC są uczniami bądź nauczycielami w szkole Holitsuba (jap. 堀鐔). Płyty zostały dołączone do numerów czasopism Shūkan Shōnen Magazine oraz Young Magazine. Wydano także cztery dodatki związane z serią. Jeden pojawił się w Internet Radio Magazine, pozostałe w numerze specjalnym Magazine SPECIAL. Głosu postaciom użyczają ci sami seiyū co w anime Tsubasa oraz ×××HOLiC.
Płyty zatytułowane są kolejno:
- „Shiritsu Horitsuba Gakuen” dai 1-wa Barentain Dē ni Dokki Doki! (jap. 「私立堀鐔学園」第1話･バレンタインデーにドッキドキ!)
- „Shiritsu Horitsuba Gakuen” dai 2-wa horitsuba matsuri junbichū ni dokki doki! (jap. 「私立堀鐔学園」第2話･堀鐔祭準備中にドッキドキ!)
- „Shiritsu Horitsuba Gakuen” dai 3-wa takarasagashi gēmu ni dokki doki! (jap. 「私立堀鐔学園」第3話･宝探しゲームにドッキドキ!)
- „Shiritsu Horitsuba Gakuen” dai 4-wa horitsuba gakuen ohiru no rajio hōkago made matenai! (jap. 「私立堀鐔学園」第4話･堀鐔学園お昼のラジオ・放課後まで待てない!).